# Juez Di

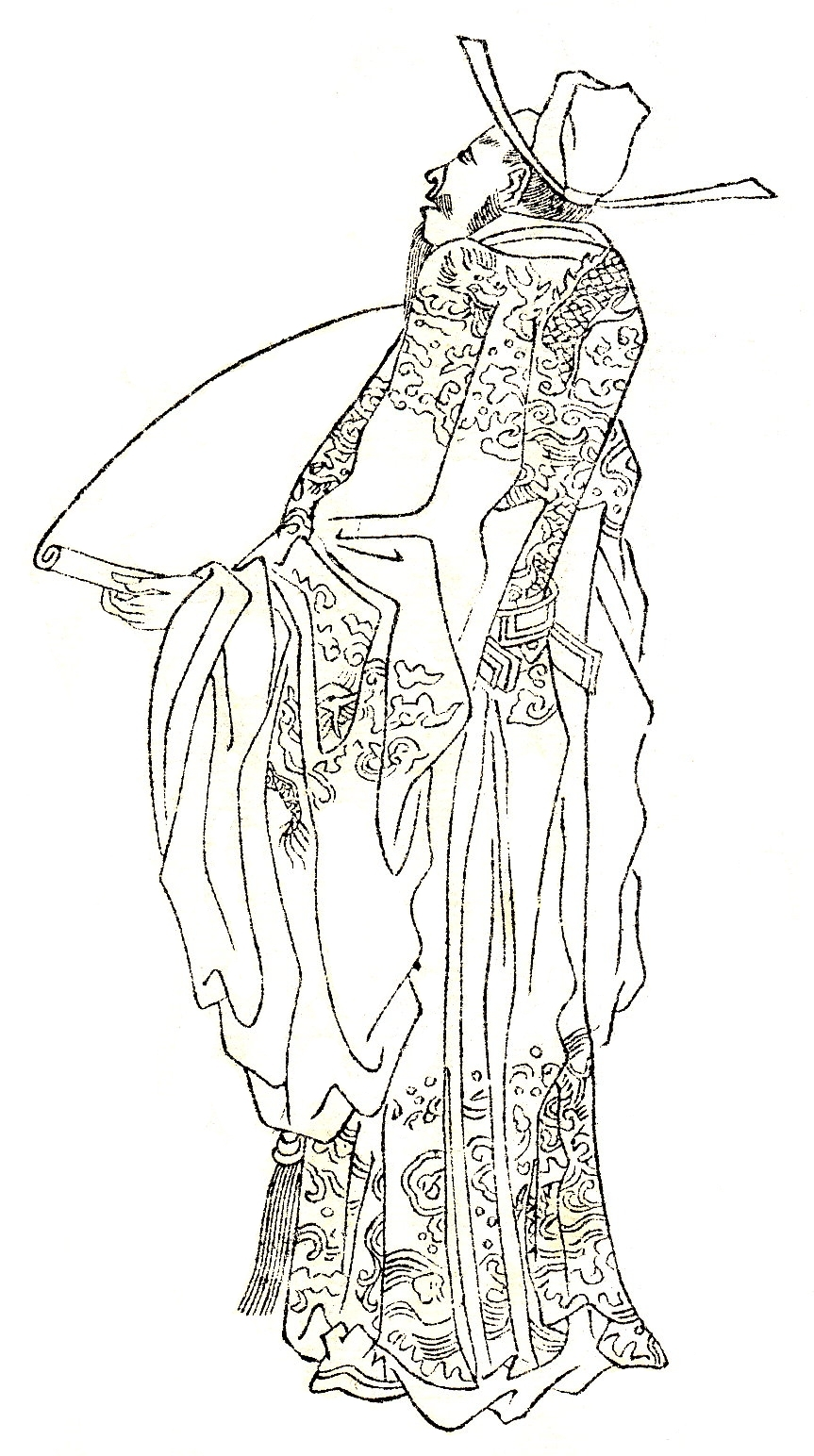
Imagen del Juez Di en un libro de 1921

El Juez Di es un personaje semi-ficticio basado en la figura histórica de Di Renji, funcionario que vivió en China entre los años 630 a 700, bajo la Dinastía Tang. Se trata este de un personaje histórico que ya fue famoso en su propia época, como Juez, durante la primera parte de su carrera, por su capacidad de deducción y luego por su actuación como Ministro en la Corte Imperial de la Emperatriz Wu, en la segunda parte de su vida. Como ya sucedió con otros jueces, se transformó en héroe popular chino al pasar a la literatura de este país a partir del siglo XVIII. 
El personaje apareció en la novela detectivesca y gong'an china anónima del siglo XVIII Di Gong An. Robert Hans van Gulik, sinólogo y estudioso de las culturas china y japonesa, la encontró en una librería anticuaria de Tokio, y quiso dar a conocer al público europeo el particular estilo de la literatura policíaca china. Con este propósito creó la serie de las novelas del Juez Di, para la que se inspiró a la vez en este personaje popular y en tramas clásicas (aunque antiguas) de la literatura china. De hecho la protosecuela de la serie, titulada «Fantasma en Fu-Lai : las primeras tres causas criminales del juez Ti : novela policíaca basada en datos auténticos tomados de la historia de la China antigua» es la traducción de tres aventuras del juez recopiladas en «Di Gong An». 
La serie está ambientada en la China de la dinastía Tang y trata de casos criminales resueltos por el recto y sagaz Juez Di, que como magistrado de condado en el sistema jurídico imperial chino era a la vez magistrado investigador y juez.  
Si bien la intención de van Gulik fue crear unas novelas que fueran lo más cercanas posible al estilo policíaco chino, consideró oportuno aplicar algunas adaptaciones para presentarlas al público europeo. Por ejemplo, en las novelas chinas, el culpable se da a conocer al lector al principio de la novela y se explica su móvil. El lector ya sólo tiene que disfrutar de la ingeniosidad y habilidad del juez en desenmascarar el culpable.
Del mismo modo, van Gulik también limitó mucho el elemento sobrenatural en sus novelas, ya que fantasmas, demonios, seres mitad hombre mitad animal y otros son muy corrientes en las novelas chinas y suelen tomar parte en la vida cotidiana de los personajes de la novela. Otro tanto ocurre con la inclusión de largos apartes y disquisiciones sobre poesía y filosofía, así como poemas, decretos imperiales y fallos oficiales íntegramente transcritos, que el autor prefirió expurgar. Del mismo modo, como el interés por la descripción minuciosa de los interrogatorios y de los castigos corporales no es tan desarrollado en Europa como en China, van Gulik, aunque no deja de mencionarlos, no entra en el lujo de detalle típico de las novelas chinas.
Por último, hay que saber que una novela policíaca china normal puede tener unos doscientos personajes sin que ello incomode al lector habitual de estas. Como es lógico, Robert van Gulik decidió reducir este número a una docena de personajes, mucho más llevadero para el gusto occidental.
En la China antigua, el Juez era la autoridad civil suprema dentro del distrito, responsable del censo de los habitantes, de mantener el registro civil al día, así como el catastro, de recaudar los impuestos, asegurar la seguridad civil, etc. Su trabajo no se limitaba al presidir los juicios (tanto civiles como penales), sino que era la persona encargada de la investigación de cada caso (personalmente o delegando en sus subalternos). Por lo tanto, en las novelas de van Gulik se ve cómo el Juez va resolviendo los casos desde su denuncia ante el Tribunal hasta la aplicación de la pena al culpable.
Aunque Robert van Gulik cerró el ciclo de las novelas (que se van desarrollando cronológicamente), el escritor francés Frederic Lenormand está llevando a cabo una secuela de las investigaciones del Juez Di, denominadas "Nuevas investigaciones del Juez Di", que retoman los personajes creados por Robert van Gulik, aunque con un nuevo estilo. Los 15 títulos publicados son : Medicina para asesinos (Ediciones Paidos Ibérica, 2008), Muerte de un maestro de go, La senora Di investiga, El palacio de las cortesanas, Diez demonitos chinos, El castillo del lago Zhou-an (Ediciones Paidos Ibérica, 2007), Muerte de un cocinero chino, Pánico sobre la Gran Muralla.

## Cronología de las novelas del Juez Di
El juez Di real nació en 630, en Tai-yuan, y murió en 700. Robert van Gulik adaptó sus novelas a estos datos. También es interesante destacar que las ilustraciones de las novelas son del propio van Gulik realizadas según el estilo chino.
663 – destinado en la ciudad de Peng-Lai, su primer puesto como Juez
- Tres cuentos chinos : los tres primeros casos del juez Di (The Chinese gold murders)
- El juez Di trabajando,, es un recopilatorio - corresponden a esta época:
  - Cinco nubes propiciatorias
  - The red tape murder
  - Vino con la lluvia
- El biombo lacado

666 – es nombrado juez del distrito de la ciudad de Han-yan
- Los misterios del lago asesino
- The monkey and the tiger (sin traducir) es un recopilatorio - corresponde a esta época:
  - The morning of the tiger
- El monasterio maldito
- Judge Dee at work (sin traducir) es un recopilatorio - corresponde a esta época:
  - Murder on the lotus pond

668 – el Juez es destinado a Pu-yang
- Los asesinos de la campana china
- Judge Dee at work (sin traducir) es un recopilatorio - corresponden a esta época:
  - The two beggars
  - The wrong sword
- El misterio del pabellón rojo
- La perla del Emperador
- Necklace and calabash (sin traducir)
- Poets and murder (sin traducir)

670 – el Juez Di es destinado a Lan-fang
- The Chinese maze murders (sin traducir)
- El fantasma del templo
- Judge Dee at work (sin traducir) es un recopilatorio - corresponden a esta época:
  - The coffin of the emperor
  - Murder on New Year’s Eve

676 – es nombrado juez de Pei-tcheu
- The Chinese nail murders (sin traducir)
- The monkey and the tiger (sin traducir) es un recopilatorio - corresponde a esta época:
  - The night of the tiger

677 – el Juez es nombrado Presidente de la Corte Metropolitana de Justicia, en la capital
- The willow pattern (sin traducir)
- Asesinato en Cantón

## Personajes principales que acompañan al Juez Di
Existen cuatro personajes que son más o menos constantes en las novelas del Juez Di.
El Sargento Hung Liang aparece en la primera novela donde se nos explica que se trata de un fiel sirviente de la casa del padre del Juez Di. Cuidó del Juez desde su infancia y decidió seguirle cuando este fue nombrado Juez de distrito después de unos años como Secretario Auxiliar en la capital. Es el hombre de confianza del Juez, su consejero. Se le describe como un hombre ya mayor en la primera novela y seguirá presente en todas las historias hasta su muerte.
Ma Yung conoce al Juez Di cuando este viaja hacia su primer destino y es contratado en prueba como ayudante. Se trata de un hombre jovial al que no le gustan las complicaciones, con un gusto marcado por el vino y la compañía femenina no demasiado elegante. Es boxeador de alto nivel y tiene un físico impresionante. Acompañará al Juez Di hasta su boda, que tiene lugar después de resolver los casos relatados en "The willow pattern". A partir de entonces, sólo será mencionado por sus antiguos camaradas, quienes comentarán los efectos de la vida marital sobre el antiguo juerguista.
Chao Tai es amigo de Ma Yung y conoce al Juez Di a la vez que este. Ambos son contratados por sus capacidades físicas, aunque Chao Tai se diferencia de su amigo por ser algo más taciturno y reflexivo, así como por ser exmilitar. Chao Tai tenía el grado de "Sargento del orto" cuando su batallón fue enviado a una muerte segura por un alto mando militar. Al ser el único en escapar con vida de aquella carnicería, Chao Tai se hace desertor y jura vengar a sus compañeros caídos, matando en cuanto le sea posible al responsable de sus muertes innecesarias. Es un personaje marcado por el destino.
Tao Gan es un ladrón, falsificador y timador profesional que aparece por primera vez en "Los asesinos de la campana china" y seguirá al Juez hasta el final.